# Wojaszówka
Wojaszówka – wieś w Polsce położona w województwie podkarpackim, w powiecie krośnieńskim, siedziba gminy Wojaszówka.
Miejscowość leży nad Wisłokiem. Przez wieś przechodzi droga wojewódzka (łącząca Krosno z drogą DW 988) oraz linia kolejowa Rzeszów – Jasło z przystankiem Wojaszówka.
W latach 1975–1998 miejscowość administracyjnie należała do województwa krośnieńskiego.

## Części wsi
| SIMC    | Nazwa      | Rodzaj    |
| ------- | ---------- | --------- |
| 0362513 | Dół        | część wsi |
| 0362520 | Góra       | część wsi |
| 0362536 | Jerozolima | część wsi |

## Historia
Pierwsze wzmianki o wsi Wojaszówka pochodzą z 1415 roku. Wieś była częścią województwa sandomierskiego. W 1508 roku należała do Jana Giebułtowskiego (który był dziedzicem Chlebnej), a od 1581 r. do Dobiesława Gruszczyńskiego. Została zniszczona 16 marca 1667 roku przez wojska węgierskie Jerzego Rakoczego. W pierwszej połowie XIX wieku właścicielem Wojaszówki był Jan Ankiet Spawenti i Katarzyna ze Spawentich hr. Ankwiczowa Koziorowska oraz Julia Ankwiczówna (zamężna Sulimirska) i Apolonia Ankwiczowa. W 1862 r. Wojaszówka należała do Apolonii Wilkoszewskiej, potem do Jana Ignacego Koziorowskiego, w 1882 r. – do Modesta Humieckiego.
W 1899 r. wieś została przez mieszkańców zakupiona i rozparcelowana.

## Związani z Wojaszówką
Ks. Józef Zajchowski (ur. 4 lipca 1861 w Wojaszówce, zm. 1939) – prepozyt infułat kapituły metropolitalnej we Lwowie, protonotariusz apostolski ad instar participantium, doktor prawa kanonicznego, sędzia i egzaminator synodalny lwowski, radca honorowy przemyskiej kurii biskupiej, odznaczony orderem Polonia Restituta.